# Thomomys clusius
Thomomys clusius är en däggdjursart som beskrevs av Elliott Coues 1875. Thomomys clusius ingår i släktet Thomomys och familjen kindpåsråttor. IUCN kategoriserar arten globalt som livskraftig. Inga underarter finns listade i Catalogue of Life.
Artepitet i det vetenskapliga namnet bildas av den latinska orddelen clus (avstänga). Det syftar på kindpåsråttans vana att sätta en propp av jord i boets ingångar. Detta beteende förekommer hos alla släktmedlemmar.

## Utseende
Arten blir 11 till 13,5 cm lång (huvud och bål), svanslängden är 5 till 7 cm och vikten varierar mellan 43 och 71,5 g. Djurets öron är med en längd av cirka 0,5 cm påfallande små. Bakfötternas längd är ungefär 2 cm och därtill kommer 0,7 cm långa klor. Thomomys clusius har en gulgrå pälsfärg på ovansidan med några inslag av brun och undersidan, extremiteterna samt svansen är täckta av vit päls. Vid djurets nos är pälsen mörkare till svartaktig.
Denna kindpåsråtta har i varje käkhalva en framtand, ingen hörntand, en premolar och tre molarer, alltså 20 tänder.  Liksom hos andra familjemedlemmar förekommer stora kindpåsar.

## Utbredning
Denna gnagare förekommer i södra Wyoming (USA). I motsats till Thomomys talpoides som förekommer i samma region undviker arten steniga och leriga jordarter.

## Ekologi
Arten äter rötter, rotfrukter och andra underjordiska växtdelar samt några växter som finns ovanpå markytan. Individerna lever utanför parningstiden ensam. Parningen sker mellan mars och juni. En hona har bara en kull under tiden med 4 till 7 ungar. Dräktigheten varar cirka 19 eller 20 dagar.
För att nå födan gräver arten tunnlar som har en diameter av cirka 5,5 cm. Tunnelsystemet delas ibland med Thomomys talpoides men det förekommer inga hybrider mellan arterna.